# Fernando Ortiz
Fernando „Tano” Ortiz (ur. 25 grudnia 1977 w Corral de Bustos) – argentyński piłkarz występujący na pozycji środkowego obrońcy, trener piłkarski.

## Kariera klubowa
Ortiz zaczął trenować futbol w swoim rodzinnym mieście, Corral de Bustos, w zespole Sportivo. Niebawem wypatrzyli go skauci Boca Juniors i włączyli go do treningów drużyny. W lidze argentyńskiej zadebiutował 31 maja 1998 w spotkaniu z Gimnasią La Plata, wygranym 4:0. W latach 1998-1999 występował w rezerwach hiszpańskiej Mallorki, z których nie potrafił się przebić do pierwszego składu. Wrócił zatem do ojczyzny, gdzie występował kolejno w San Lorenzo, Unión, Banfield i Estudiantes. Z pierwszym i ostatnim z wymienionych klubów brał udział m.in. w rozgrywkach Copa Libertadores i Copa Mercosur/Sudamericana. W 2007 roku wyjechał do Meksyku, gdzie podpisał kontrakt z Santos Laguną. Tutaj w regularnym sezonie ligowym wystąpił 63 razy (wszystkie te spotkania rozpoczynał w wyjściowej jedenastce), wywalczył też tytuł najlepszego środkowego obrońcy ligi w sezonie Clausura 2008. Dobre występy zaowocowały transferem do stołecznej Amériki za kwotę 2,8 milionów euro. Na czas trwania sezonów Apertura 2009 i Bicentenario 2010 Ortiz został wypożyczony do Tigres UANL. 4 sierpnia 2010 Ortiz powrócił do ojczyzny, podpisując dwuletnią umowę z Vélez Sársfield.

## Osiągnięcia

### Boca Juniors
- Pierwsze miejsce
  - Primera División de Argentina: Apertura 1998

### Estudiantes
- Pierwsze miejsce
  - Primera División de Argentina: Apertura 2006

### Santos Laguna
- Pierwsze miejsce
  - Primera División de México: Clausura 2008

### Tigres UANL
- Pierwsze miejsce
  - SuperLiga: 2009